# Fuck You!
Fuck You! je báseň amerického hip-hop zpěváka CeeLo Greena. Píseň se nachází na jeho třetím studiovém albu The Lady Killer. Produkce se ujal producent The Smeezingtons.

## Cenzura
Jelikož je název zavádějící, do rádií v zemi anglicky mluvících se zavedla záměna názvu písně na „Forget You!“. V českých hitparádách se však často objevuje i původní název „Fuck You!“.

## Hitparáda
| Země        | Umístění |
| ----------- | -------- |
| Irsko       | 6        |
| UK          | 1        |
| Nový Zéland | 5        |
| Kanada      | 7        |
| USA         | 2        |
| Austrálie   | 5        |
| Česko       | 21       |

| "Written in the Stars" od Tinie Tempah featuring Eric Turner | Anglické #1 hity 10. října 2010 | ' |